# Pågående dödligt våld
Pågående dödligt våld (PDV) är händelser där en eller flera gärningspersoner attackerar en plats i syfte att skada och döda så många som möjligt.  Erfarenheter visar att händelserna ofta kännetecknas av att gärningspersonerna är beredda att offra sina liv, att angreppet ofta riktas mot dem som upplevs vara företrädare för staten eller allmänheten, att i de flesta fallen är våldshandlingarna kortvariga (under 15 minuter) och att angreppen resulterar i många svårt skadade. Våldshandlingarna kan vara småskaliga (en till två gärningspersoner som angriper med enkla medel) eller storskaliga (flera gärningspersoner som använder skjutvapen). Storskaliga händelser kan följas av flera koordinerade attacker.:13-14
Vid en PDV-händelse har polisen ansvaret för att identifiera gärningspersonen eller -personerna och få slut på attacken, genom att antingen gripa eller oskadliggöra denne. Räddningstjänst och sjukvård har som främsta uppgift att rädda liv. Dessa uppgifter försvåras av att situationer med pågående dödligt våld kraftigt avviker från det förväntade i ett skadeområde och att i det akuta läget är det svårt att få en gemensam lägesbild.
För att möta PDV-händelser har Polisen utvecklat nya taktiker som skiljer sig radikalt från det vanliga sättet att agera. Där polisen normalt sett siktar på att använda så lite våld som möjligt, att klargöra lägesbilden och ge hjälp till skadade är i stället taktiken tydligt offensiv vid pågående dödligt våld. De poliser som kommer först till platsen ska så fort som möjligt ta sig till platsen där våldet pågår för att kunna ingripa mot gärningspersonen. Detta innebär bland annat att de inte ger första hjälpen till skadade som de upptäcker förrän våldet har avbrutits. Inte heller får räddningstjänst gå in förrän platsen bedöms tillräckligt säker.
Polisen och andra myndighet råder den som hamnar i eller nära en situation med pågående dödligt våld att i första hand fly från platsen och om det inte är möjligt att söka skydd, till exempel inrymning, och därefter ringa 112. Myndigheten för samhällsskydd och beredskap tillsammans med bland andra Skolverket har tagit fram en vägledning för förberedelser och utbildning.